# Говрљево
Говрљево (мкд. Говрлево) је насеље у Северној Македонији, у северном делу државе. Говрљево припада општине Сопиште, која окупља јужна предграђа Града Скопља.

## Географија
Говрљево је смештено у северном делу Северне Македоније. Од најближег већег града, Скопља, насеље је удаљено 20 km јужно.
Насеље Говрљево је у оквиру историјске области Кршијак, која се обухвата долину Маркове реке, јужно од Скопског поља. Насеље је смештено на јужним падинама планине Водно. Ка југу се тло спушта у долину Маркове реке. Надморска висина насеља је приближно 580 метара.
Месна клима је континентална.

## Историја
У селу се налази комплекс од чак девет манастира.
На брду Брзовцу изнад Говрљева одржавао се сваке године црквено-народни сабор. На светом брду никла су три храма, један поред другог. Ту је подигнут пред Други светски рат манастир посвећен Св. Трифуну, са истоименом црквом, поред којег су биле, црква Св. апостола Петра и Павла и црква Св. Тројице. За годину дана ту су подигнуте три православне цркве, од стране побожног Бориса Петровског. Петровски је био сиромашни лимар из Скопља, којег су звали "Пророк Борис", који је скупљао прилоге и дочекивао бројне посетиоце вернике. Он је наводно сањао да ту треба да подигне цркве, а нашао је у близини манастира и светитељев гроб (Св. Трифуна!?), на које долазе верујући поклоници.

## Становништво
Говрљево је према последњем попису из 2002. године имало 30 становника.
Претежно становништво у насељу су етнички Македонци (93%), а остало су Срби.
Већинска вероисповест је православље.